# Sarandi (Paraná)
Sarandi é um município brasileiro do estado do Paraná, situado na Mesorregião Norte Central Paranaense. A população, de acordo com o censo do IBGE feito em 2022, a população é de 118.455 habitantes.

## História
Sarandi foi colonizada pela Companhia de Melhoramentos do Norte do Paraná em 1947. Era o início da venda de lotes urbanos na região, que viria a constituir a localidade e que serviria de “centro de abastecimento” da ferrovia da Rede de Viação Paraná/Santa Catarina.
Entretanto, documentos e depoimentos relacionados à posse de terras evidenciam a presença de famílias na área rural desde a década de 1930, vindo a aumentar consideravelmente na década seguinte.
As primeiras famílias desbravaram a terra, abriram clareiras e formaram as primeiras lavouras de café. Muitos destes pioneiros, anos depois, foram os primeiros moradores também na área urbana, contribuindo para o desenvolvimento da localidade. Eram, em sua maioria, imigrantes vindos do estado de São Paulo e da região Nordeste brasileira, sonhando com as riquezas do Norte do Paraná. Eles adquiriram suas terras, abrindo a mata e formando grandes lotes rurais. Assim começava o plantio de café.
Na área urbana, em 1974, as loteadoras iniciaram a venda de terrenos, porém, a explosão imobiliária ocorreu em 1976. Na ocasião, um grande número de famílias deixou o campo por força da geada que dizimou os cafezais.
O sucesso na venda de terrenos urbanos viabilizou à abertura de novos loteamentos. O acentuado crescimento econômico, a expansão da área urbana e o aumento na arrecadação de impostos impulsionam a eclosão de um movimento popular pedindo a emancipação política da localidade, que na época pertencia à Marialva. Um plebiscito popular em 1981 aprovou a criação do Município de Sarandi, de acordo com a Lei 7052/1982.

## Economia
A economia é impulsionado pela construção civil e pelo comércio. Dezenas de loteamentos, condomínios e apartamentos tem expandido os limites geográficos da cidade.

### Industrias e Comércio
Encontram-se instaladas em Sarandi, dezenas de indústrias de pequeno, médio e grande porte, que geram empregos para toda a região. Se destacam, entre elas, a NOMA do Brasil, uma das maiores empresas do ramo de carrocerias da América Latina, e a CPA Trading, empresa de armazenamento de Etanol. O comércio de Sarandi, embora desfavorecido pela proximidade com a cidade polo Maringá, é forte e está em constante crescimento.

## Geografia
Localiza-se à latitude 23°26'37" sul e à longitude 51°52'26" oeste, estando à altitude de 592 metros.

### Rodovias
- BR-376

### Ferrovias
- Linha Ourinhos-Cianorte da Rede de Viação Paraná-Santa Catarina[10][11]

### Subdivisões geográficas
Sarandi é uma cidade hierarquizada e dividida em loteamentos, que dão origem aos bairros. Suas regiões geográficas são: Zona Norte (região ao norte da BR-376), Zona Sul (região ao sul da linha férrea) e Zona Central (região entre a rodovia e a linha férrea).